# Body Talk Pt. 1
Body Talk Pt. 1 (deutsch: „Körpersprache Teil 1“) ist das fünfte Studioalbum der schwedischen Sängerin Robyn. Es wurde am 18. Juni 2010 in Deutschland veröffentlicht. Das Album ist Teil der Body-Talk-Serie, einer Reihe von drei Veröffentlichungen in Form von Minialben im Laufe des Jahres 2010.

## Hintergrundinformationen
In einem Interview mit dem schwedischen Magazin Bon gab Robyn bekannt, im Jahr 2010 drei neue Alben zu veröffentlichen. Sie sagte:

„Ich habe lange darüber nachgedacht wie ich die Zeiten zwischen zwei Alben verkürzen könnte und darüber auch mit meinem Manager Eric diskutiert. Er hatte die Idee, die Lieder einfach so zu veröffentlichen, auf der Tour zu promoten und dann neue Songs zu schreiben. Und so haben wir mit der Arbeit begonnen... Ich wollte diese Art der Veröffentlichung vor allem, weil ich auf der Suche danach war, wie ich organischer arbeiten könnte. Nach dem letzten Album war ich damit vier Jahre lang auf Tour, ohne nebenbei neues Material aufnehmen zu können. In dieses Muster wollte ich auf keinen Fall zurückfallen... 15 Songs zusammenzubringen, dauert übrigens richtig lang. Hätte ich ein reguläres Album gemacht, hätte ich mindestens ein halbes Jahr länger im Studio verbringen müssen.“

Robyn begann mit der Arbeit im Juli 2009 in Stockholm mit dem schwedischen Produzenten Klas Ahlund, der auch ausführender Produzent des Albums ist. Per Twitter kündigte die US-amerikanische Sängerin Kelis eine gemeinsame Tour mit Robyn an, die den Titel „All Hearts“ trägt.

## Lieder
In Don’t Fucking Tell Me What To Do singt Robyn über all die Dinge, die sie im Moment aufregen oder stressen: Zigaretten, Tour, Manager und Plattenlabel. Robyn bestritt jedoch, dass der Song von der Musikindustrie handle und erklärte: „Ich habe das Lied geschrieben, nachdem ich lange auf Tour war. Es ist an mich selbst gerichtet, weil ich mir zu viel zugemutet habe und mir zu viel Arbeit gemacht habe.“ Fembot, die erste Promosingle des Albums, erreichte durch Downloads und Airplay Platz 3 der schwedischen Singlecharts. Der Song handelt laut Robyn vom Älterwerden und vom Kinderkriegen – aber in einer lustigen Art und Weise.
Der Text zu Cry When You Get Older begann erst nur mit ein paar Worten, die nach und nach zu einem Lied gestrickt wurden. Robyn möchte damit ausdrücken, dass junge Leute sich nicht über alles Sorgen machen sollen, sondern das tun, was ihnen gefällt, denn alles werde sich ohnehin ergeben. Dancehall Queen entstand bei einem Gespräch über die Popgruppe Ace Of Base.
None Of Dem, das in Zusammenarbeit mit dem norwegischen Duo Röyksopp entstand, beschreibt ein Gefühl großer Langeweile, und den Drang, etwas zu unternehmen und zu erleben. Die Akustikballade Hang With Me dreht sich um die Verletzlichkeit, die eine ungewollte Liebe zwischen zwei Freunden mit sich bringt. Das Album endet mit dem traditionellen schwedischen Lied Jag Vet En Dejlig Rosa, das Robyn schon im Jahre 2005 auf einer Benefizgala für die Opfer des Tsunamis gesungen hatte.

## Rezeption
Das Album wurde von Kritikern ausnahmslos positiv aufgenommen. Matthias Mante von Laut lobte das Album für seine Vielseitigkeit und Robyn, die sich geschickt von anderen Künstlerinnen abzuheben weiß. „Der dort inszenierte Bodytalk öffnet die Bühne für die zwei Seiten ihrer Künstlerpersona: Verletzlichkeit, Romantik und Selbstzweifel einerseits im Dancing On My Own-Bubblegum-Pop, der dem großartigen With Every Heartbeat in nichts nachsteht; Kraft, Aufbegehren und schwelende Wut in Dancehall Queen […] Schlicht grandios wird die halbe Stunde von ‚Pt. 1‘ dann am Ende mit Hang With Me. Verpackt in eine zuckersüße Akustikmantelung aus Piano und Streichern löst Robyn hier jenen Dualismus aus Stärke und Verletzlichkeit auf […] Damit behauptet sich Robyn als Herrin ihrer eigenen Gefühlslage, ohne den Roboter zu reaktivieren, sich also verstellen oder selbst täuschen zu müssen. Sie lässt schlussendlich nicht den Body talken, sondern das Herz. Aus der Auseinandersetzung mit den verschiedenen Facetten ihrer inneren wie äußeren Person folgt das autonome Fazit. Damit positioniert sich die Schwedin sowohl musikalisch als auch inhaltlich ganz vorne an der Spitze aller cyborgisierten Popsängerinnen zur Zeit.“
Holger Fleischmann, Redakteur der Presse, beschrieb die Musik Robyns als „infektiösen Elektropop: Bald dunkel und mysteriös, bald poppig oder gar als vergleichsweise minimalistische Dancefloor-Granate […] So gelingt ihr – zwei Balladen inklusive – ein superbes Album, das mit großen Refrains und vielen berührenden Momenten begeistert.“
Andreas Borcholte der Zeitschrift Spiegel zeigt sich von dem Werk begeistert: „Acht durchweg bezaubernde neue Songs sind darauf enthalten, die zwischen vordergründig naiver Girlie-Romantik und cooler weiblicher Toughness changieren […] Und mit dem auf Schwedisch gesungenen Jag Vet En Dejlig Rosa, einer weiteren Ballade, empfiehlt sich Robyn letztlich weit über das Genre der schlauen Elektro-Fricklerinnen hinaus: Ihr Maschinenbeat wird von einem großen Herz angetrieben.“

## Titelliste
| #  | Titel                                                 | Dauer |
| -- | ----------------------------------------------------- | ----- |
| 1. | „Don’t Fucking Tell Me What To Do“ Robyn, Klas Åhlund | 4:11  |
| 2. | „Fembot“ Robyn, Åhlund                                | 3:35  |
| 3. | „Dancing on My Own“ Robyn, Patrik Berger              | 4:49  |
| 4. | „Cry When You Get Older“ Robyn, Åhlund                | 3:35  |
| 5. | „Dancehall Queen“ Åhlund, Diplo                       | 3:39  |
| 6. | „None Of Dem“ (feat. Röyksopp) Robyn, Röyksopp        | 5:13  |
| 7. | „Hang With Me“ (Akustikversion) Åhlund                | 3:18  |
| 8. | „Jag Vet En Dejlig Rosa“ Traditionell                 | 2:11  |

## Singles

### Dancing on My Own
Die Leadsingle des Albums ist Dancing on My Own (deutsch: „Alleine Tanzen“), eine Elektropopballade, die von Robyn und Patrik Berger geschrieben wurde. Das Lied wurde am 11. Juni 2010 in Deutschland veröffentlicht und wurde Robyns erster Nummer-eins-Hit in ihrem Heimatland Schweden. In Dänemark (Platz 2), Norwegen (Platz 6) und Großbritannien (Platz 8) kam der Titel in die europäischen Top Ten. In drei Wochen in den deutschen Charts kam er bis auf Platz 67, während er in den flämischen Charts noch Platz 25 erreichte. Bereits vor Veröffentlichung von Body Talk Pt. 1 kündigte Robyn an, pro Album jeweils nur eine Single zu veröffentlichen. Laut Robyn sei der Song von „traurigen Discohymnen wie Ultravox' Dancing with Tears in My Eyes, Sylvester James und Donna Summer“ inspiriert.
Dancing on My Own handelt von einer Frau, die in einer Ecke der Diskothek beobachtet, wie ihr Angebeteter mit einer anderen Frau tanzt, obwohl er über ihre Anwesenheit Bescheid weiß.
Zur Bedeutung des Songs sagte Robyn: „Die Leute gehen aus, um irgendeine Art von Emotion zu erleben. Aber es ist nicht immer Spaß. Das hat auch einen zerstörerischen Zug. Aber ich beschäftige mich nicht damit, denn das Ausgehen war immer die Gelegenheit für mich, ich selbst zu sein und mich inspirieren zu lassen. Sogar wenn ich traurig bin, kann ich beim Tanzen alles abschütteln.“
Im Musikvideo zu Dancing on My Own, das von Max Vitali gedreht wurde, ist Robyn in einer Disko zu sehen, die in rotes Licht getaucht ist. Alle Menschen um sie herum fangen an, sich zu küssen, nur Robyn tanzt alleine. Des Weiteren sieht man sie einem Raum mit Lautsprechern, Metallstreben, Kabeltrommeln und Scheinwerfern an einer Wand, zu der Robyn folgendes erklärte: „Das hier wird ein wenig dem ähneln, was ich mit auf die Tour bringe. Es ist ein Performancevideo, aber es wird so aussehen, wie in einem Club, in dem die Leute tanzen können.“

## Besetzung
Folgende Personen trugen zur Entstehung von Body Talk Pt. 1 bei.
| - Instrumentierung, Programmierung: Robyn, Klas Ahlund, Patrik Berger, Diplo, Röyksopp - Mixing: Klas Ahlund, Nikla Flyckt - Klavier: Robert Elofoson - Streicher: Simona Bonfiglioli, Claudia Bonfiglioli, Erik Arvinder, Patrik Swedrup, Marianne Herresthal, Pelle Hansen - Vibrafon: Klas Ahlund - Mastering: Tom Coyne | - Ausführender Produzent: Klas Alhund - Creative Direction: Mary Fagot - Art Firection: Lucy McRae - Fotografien: Johan Renck - Schrift: Sandberg & Timonen |

## Veröffentlichung
| Land           | Veröffentlichung | Label                  | Format       |
| -------------- | ---------------- | ---------------------- | ------------ |
| Dänemark       | 14. Juni 2010    | Konichiwa Records, EMI | CD, Download |
| Finnland       | 14. Juni 2010    | Konichiwa Records, EMI | CD, Download |
| Norwegen       | 14. Juni 2010    | Konichiwa Records, EMI | CD, Download |
| Schweden       | 14. Juni 2010    | Konichiwa Records, EMI | CD, Download |
| Großbritannien | 14. Juni 2010    | Island                 | CD, Download |
| Irland         | 14. Juni 2010    | Island                 | CD, Download |
| USA            | 15. Juni 2010    | Cherrytree             | CD, Download |
| Deutschland    | 18. Juni 2010    | Ministry Of Sound      | CD, Download |